# Al-Jawadiyah
Al-Jawadiyah (tiếng Ả Rập: الجوادية là một thị trấn ở tỉnh al-Hasakah, Syria. Theo Cục Thống kê Trung ương Syria (CBS), Al-Jawadiyah có dân số 6.630 người trong cuộc điều tra dân số năm 2004. Đây là trung tâm hành chính của một nahiyah ("cấp dưới") bao gồm 50 địa phương với dân số kết hợp 40.535 vào năm 2004.

## Nhân khẩu học
Năm 2004 dân số của thị trấn là 6.630. Người Kurd và Ả Rập tạo thành những phần gần bằng nhau của dân số.